# Raúl Arias
Raúl Arias Rosas (Ciudad de México, 29 de octubre de 1957) es un exfutbolista y director técnico mexicano, campeón seis veces con el Club Necaxa y Club Puebla, y el único entrenador de México que logró vencer en partido oficial al Real Madrid en el Mundial de Clubes en 2000 con Necaxa. Actualmente dirige a Club Deportivo FAS de El Salvador.

## Como jugador
Comenzó con su carrera como futbolista en el año de 1977 en Los Ángeles en el equipo Los Gauchos de la liga semiprofesional de la ciudad.
Durante el Mundial del 78 es cuando Arias se presenta a San Luis a formarse como jugador profesional en el Club Atlético Potosino, donde permaneció cuatro años.
Más tarde, en 1982 es fichado por el Puebla FC, en donde permaneció durante dos años. Durante la temporada de 1984-1985 se une a la plantilla del Club Tigres de la UANL;  en la campaña 1986-1987 ficha con el Club León y un año más tarde es contratado para ser parte del Atlante. Posteriormente en la campaña 1988-1989, se une a Cruz Azul y un año después integra al equipo de los Correcaminos de la UAT, donde juega por dos años.
Luego de retirarse de las canchas durante seis meses Manuel Lapuente lo invita al Puebla,  donde se retira en el año 1992, en este momento Manolo le ofrece a Arias que sea su asistente.

## Como entrenador
Al dejar El Puebla Arias se va a León como asistente con Víctor Aguado. Al siguiente año va al Correcaminos para dirigirlo y comienza su carrera como técnico en la categoría de ascenso.
Un año después Manolo había sido campeón con el Club Necaxa e invita a Arias para que sea su asistente, donde trabajan juntos solo por seis meses ya que Manuel Lapuente deja el timón por ser llamado a dirigir la Selección Mexicana en el Mundial de Francia.
Durante su gestión en 7 años y medio (15 torneos cortos) en su primer torneo Raúl llevó al Necaxa hasta la final, para el Invierno de 1998 Los Rayos lograron un campeonato más al vencer ante 100 mil espectadores en el Estadio Jalisco a las Chivas del Guadalajara, con un marcador de 2-0.
Además, calificó en los siguientes torneos y cerró su paso por la década de los noventa logrando calificar al Mundial de Clubes en el año 2000 realizado en el Estadio Maracaná en Brasil, en donde los Rayos del Necaxa consiguen el tercer lugar del Mundial de Clubes, tras empatar 1-1 con el Manchester United, derrotar 3-1 al South Melbourne y perder 2-1 con el Vasco da Gama, lo que dio la oportunidad de ir al juego por el tercer lugar con el Real Madrid, a quien derrotó en penales, después de empatar 1-1 en el tiempo regular.
También logró un subcampeonato con los Rayos frente al América en el Verano 2002.
En el 2005 Arias dejó al Necaxa para dirigir al San Luis, equipo con el que logró la salvación del descenso y el subcampeonato en el 2006. En el 2012 tuvo un paso fugaz en el Cienciano de Perú en el Campeonato Descentralizado 2012 cuando entró en lugar del uruguayo Carlos Jurado.
Después de 3 años sin dirigir, regresa para el Clausura 2015 para dirigir al Atlético San Luis en el Ascenso MX.
En 2014 Raúl Arias formó parte del Grupo de Estudios Técnicos (GET) de la FIFA, un ente creado por el organismo rector del fútbol que surgió en 1966 y que tiene como objetivo analizar partidos de los torneos internacionales.
El GET, al cual perteneció Arias, estaba conformado por varias figuras del ámbito del fútbol como el francés Gérard Houllier, el ex mundialista argentino Gabriel Calderón, el ex seleccionado finlandés Mixu Paatelainen, el salvadoreño Jaime Rodríguez y el seleccionador jamaiquino Theodore Whitmore. Este grupo fue quien entregó el Balón de Oro del Mundial de Brasil 2014 al argentino Lionel Messi.
Como técnico, el personaje que tuvo mayor influencia sobre Arias fue Manuel Lapuente, quien inauguró varias instalaciones deportivas y cuando Raúl se retira como jugador y comienza a ser su asistente le comparte la idea de que en el fútbol debe crear instalaciones porque son más duraderas.
El perfil Raúl Arias como técnico ha sido muy criticado por ser considerado defensivo. Sin embargo, Arias considera que en México no es vistoso el perfil, pero en otros lados, como en España es muy alabado ese sistema, para él su estilo es el resultado de la búsqueda de la eficiencia.

## Director deportivo
Actualmente Arias se desempeña como Director deportivo del proyecto IQFútbol, encabezado por el grupo de inversiones IQFinanzas, que incluye la administración de tres equipos de fútbol; dos en México, El Internacional de San Miguel de Allende, el Club deportivo Tepatitlán de Morelos y en España El Club Polideportivo Cacereño.

### Club deportivo Tepatitlán de Morelos
En junio de 2017 fue nombrado director deportivo del equipo Club Deportivo Tepatitlán de Morelos, Jalisco (que reemplaza a Toros Neza) , equipo que pertenece a la Liga Premier o bien, a la Segunda División de México. El técnico es un viejo conocido del fútbol mexicano también, Enrique López Zarza.
El Tepatitlán de Morelos luego de casi seis meses bajo su dirección se colocó como campeón de la serie A de la liga Premier, al vencer en penales 5-3 al Irapuato, con lo que la escuadra jalisciense ganó medio boleto para el Ascenso MX.

### Internacional de San Miguel de Allende
El club fue fundado el 23 de junio de 2017, cuando en una conferencia de prensa fue presentado por el alcalde Ricardo Villarreal tras comprar la franquicia de Deportivo San Juan. Se anunció como presidente a Raúl Arias, a Edmundo Ríos como director técnico y a Leonel Olmedo como auxiliar.

### Club Polideportivo Cacereño
El Club Polideportivo Cacereño, S.A.D. es un equipo de fútbol español de la ciudad de Cáceres. Es decano del fútbol en Extremadura desde la desaparición en 2012 del C.D Badajoz. Su máxima categoría ha sido Segunda División de España. La creación del club fue en el año 1919. Actualmente juega en la Tercera División de España.

## Clubes

### Como futbolista
| Club         | País   | Año         |
| ------------ | ------ | ----------- |
| Tampico FC   | México | 1977 - 1978 |
| Potosino     | México | 1978 - 1982 |
| Puebla FC    | México | 1982 - 1984 |
| Tigres UANL  | México | 1984 - 1985 |
| León FC      | México | 1986 - 1987 |
| Atlante      | México | 1987 - 1988 |
| Cruz Azul    | México | 1988 - 1989 |
| Correcaminos | México | 1989 - 1991 |
| Puebla FC    | México | 1991 - 1992 |

### Como entrenador
| Club               | País        | Año         |
| ------------------ | ----------- | ----------- |
| Correcaminos       | México      | 1996 - 1997 |
| Necaxa             | México      | 1997 - 2005 |
| San Luis           | México      | 2005 - 2008 |
| Necaxa             | México      | 2009        |
| Guadalajara        | México      | 2009        |
| Estudiantes Tecos  | México      | 2011        |
| Cienciano          | Perú        | 2012        |
| Atlético San Luis  | México      | 2015        |
| Tepatitlán FC      | México      | 2017        |
| Deportivo Achuapa  | Guatemala   | 2021 - 2022 |
| Club Deportivo FAS | El Salvador | 2023        |